# Trendyol
Trendyol è un sito turco di commercio elettronico, specializzato nel settore della moda e della vendita al dettaglio. Fondato nel 2010 dall'imprenditrice Demet Mutlu, dal 2018 è controllato dalla multinazionale cinese Alibaba, che vi ha investito complessivamente 1,07 miliardi di dollari.
L'azienda ha aperto una filiale in Germania nel 2022. Nello stesso anno ha lanciato, senza successo, un'offerta pubblica di acquisto da 1,24 miliardi di dollari per rilevare la società di e-commerce britannica ASOS. Nel 2023 è entrata nel mercato dell'Azerbaigian in collaborazione con PASHA Holding, siglando poi una partnership strategica con il Gruppo Cenomi che le ha consentito di espandersi in Arabia Saudita, Emirati Arabi Uniti, Qatar, Kuwait, Bahrein e Oman. Nel 2024 ha iniziato ad aprirsi anche al mercato dell'Europa dell'Est, avviando le operazioni in Romania, Grecia, Ungheria e Repubblica Ceca.
Dal 12 luglio 2023 Trendyol è main sponsor della Süper Lig e della TFF 1. Lig.

## Società controllate
- Trendyol Express (logistica e consegne dell'ultimo miglio)
- Trendyol Go (servizio di consegna di cibo e spesa)
- TrendyolPay (wallet digitale e piattaforma di pagamento)
- Trendyol Tech (centro di ricerca e sviluppo su IA, big data e software)
- Dolap (marketplace per abbigliamento usato)